# シャイニング・アーク
『シャイニング・アーク』（Shining Ark）は、2013年2月28日にセガから発売されたPlayStation Portable向けロールプレイングゲーム。

## プロローグ
美しい自然に囲まれた絶海の孤島「アルカディア」には、あちこちに朽ちた古代遺跡が顔をのぞかせている。村に住む少年フリードはある日海岸で、背中に片方だけ黒い翼が生えた不思議な少女を見つけた。
彼女が島に流れ着き数日が経ったある夜、紅き月が天に登り、異形の巨人が現れる。
この出来事から少年と少女を巻き込む戦いが始まるのだった。

## 登場人物

### メインキャラクター
フリード・カリム
声 - 神谷浩史
本作の主人公。「天使と出会った少年」。島の自警団のリーダー格で、思慮深くどんな相手でも受け入れる度量の広さを持つ。元は島に流れついた孤児で、村でパン屋を営むミルフィ家で育てられた。シャノンとは姉弟の様な間柄である。人と人との絆を何より大事にしている。今まで彼が判断したことでは村に悪い事が起こった事が無い為、いざという時の最終判断を委ねられるなど村人からの信頼は厚い。
その素性は1000年前に存在した「時を操る力」を持った一族の最後の生き残り。元々は1000年前の古代戦争時に生まれた子供だったが、両親は古代戦争末期に投入された強力な大量殺戮兵器を封印する為に彼を自らの力で1000年後の世界に逃がし、その転移先がアルカディア島だった。
武器は剣。また「時元超過駆動(オーヴァームーブ)」という特殊な力を持っており、その力を使用すると驚異的なスピードで動くことができ、周囲からはフリードが何人も動いているように見える(バトル中では3回連続で行動を行うことができるようになることで表現される)。この力は後に「時を操る力」に由来するものであることが明らかとなる。
パニス・アンジェリクス
声 - 桑島法子
「片翼の天使」。島に流れ着いた、背中に黒い片翼をもつ少女で、その容姿から島の伝承にある「天使」ではないかと島民からもてはやされている。名前以外の記憶を失っており、そのため見た目に比べて言動などが幼く、無邪気で世間知らずである。フリードを兄の様に慕い懐いており、離れようとしない。本作におけるメインの歌姫で、不思議な力が秘められた歌声を持っている。
その正体は異世界の歌姫。記憶を取り戻した後の本来の性格は、見た目の年齢に応じた大人びたものである。実は1000年前にエンディアスに存在した古代エンフィールド文明を滅ぼした張本人。元々はパニスの本来住んでいた異世界に「終末の巨人」と呼ばれる存在が現れ、その結果彼女の世界が滅びの危機を迎えた際に他世界に助けを求めるために派遣された使節団の一員として1000年前のエンディアスに来訪した。しかし「終末の巨人」のことを知ったエンフィールド文明の人々との話し合いは決裂した上に、彼女達を人体実験に使用しようとする者まで現れることとなってしまい、その行為に怒った使節団とエンフィールド文明との間で戦争になってしまった。次々と同胞達が倒れていった後、彼女が自分の世界で「禁忌の歌」と呼ばれていた歌を怒りに任せて世界の中心で歌った結果、文明が完全に壊滅する程の被害を与えた。その歌は代償として命を落とすと言われていたが、奇跡的に命を取り留める。しかし本来背中にあった両翼の白い翼が黒く小さい片翼となってしまった。その後の経緯は不明だが文明の施設で1000年の眠りにつき、現代になって目覚めて記憶を失くした状態でフリード達に出会うことになる。
フリード達の住むアゼル村の地下には、パニス達の乗って来た異世界の箱舟が眠っている。そのため島の伝承や遺跡にはパニスのことが「天使」であるとした文献が遺され、大陸にある古代エンフィールド文明の遺跡には「(文明を滅ぼした)悪魔」であるとした文献が遺されている。
フリード達を襲撃してきた異形を次々撃破するごとに記憶を徐々に取り戻していき、異形の華を倒した時に記憶を完全に取り戻す。しかしその際に過去に自分がしてしまった罪のショックから「禁忌の歌」を発動してしまい、村に被害を及ぼしてしまう。さらに村民達に過去の事情も説明できなかったことから彼らからの信頼を失い村から去った。しばらくして異形の天使と融合した状態でフリード達の前に敵として現れるが、彼らの必死の説得に心動かされ再び彼等の元に戻り、自分の過去を明かした。その後フリード達と村民達を説得して回った結果、最終的には村民達の協力を得られただけでなく「終末の巨人」の対抗策まで見出すに至る。そしてアゼル村の全員で箱舟に乗って異世界に向かい「終末の巨人」に「禁忌の歌」で自分達の思いを伝えて巨人を消滅させたが、歌の代償として再び記憶を失い、戦後フリード達の判断で彼女は故郷に残された。フリード達が帰還してしばらくした後、彼らのことを思い出した状態で再びフリードの元に戻り、そのままアゼル村で過ごすことになった。
武器は使用しないが、多様な属性の魔法を使用して攻撃する。また本作のメインの歌姫であるため、ゲームを進めると多種のフォースソングが使用できるようになる。
シャノン・ミルフィ
声 - 相沢舞
「エルフのパン屋さん」。島で評判のパン屋の看板娘で、フリードが赤ん坊の頃から姉のように面倒を見て来たエルフの少女。明るく親切だが、お節介で口うるさい一面もある。みんなのために頑張るフリードが自慢の種である。パンを焼くのが上手いが、時々おかしな新作を考え出す悪い癖があり、その味は大当たりか大外れの博打。
武器は弓。
ジンガ・バルガ
声 - 稲田徹
「孤島の戦士」。フリードのよき理解者であり、人生の先輩として導いてくれる兄のような存在で、島の仲間からの信頼も厚い。戦闘になれば率先して敵に斬り込む勇敢な戦士。本業は漁師で、漁の事となると態度や口調に熱が篭る。
元は大陸の山岳地帯の村に住んでいた守護者だった。ある日撃退した賊達から命乞いをされて慈悲から彼らを見逃したが、後日ジンガがいない隙に村がその賊達に再襲撃されて滅んでしまうという、恩を仇で返される結果になってしまった。その後放浪してアルカディア島に漂着するも村の面々は荒んだ顔をしたジンガを受け入れようとしなかった。しかし当時幼児のフリードだけは彼の手を繋いだまま離そうとしなかったことから、フリードの不思議な魅力を知っていたガルゼー達は結果的に彼を受け入れることにした。その出来事故に、ジンガは年下のフリードを最も尊敬する人物として慕うようになった。
上記の過去故に恩を仇で返してくる賊に対しては容赦無く命を奪おうとする一面を見せる。
武器はハルバードと盾。
アダム（α-DAM）
声 - 中井和哉
「聖なる島の守り神」。島の遺跡で眠っていた古代の遺産で、起動したフリードをマスターとして認識する。独立した思考回路を持ち、村の人々を守ることを第一に行動する。見た目によらず物腰が柔らかく、村の仕事を手伝うようになる。感情を持たないので淡々と仕事をこなす反面、一度始めた仕事は止めるのが難しい頑固なところもある。ストーリーが進むにつれて人間の感情を芽生えさせていく。
元々はパニス達異世界人を抹殺する使命をプログラムされた戦闘兵器で、記憶を取り戻したパニスをプログラムに従い敵として攻撃しようとしたが、人間の感情を芽生えさせ始めていたアダムは彼女を仲間と断じて自らの意志でそのプログラムを強制的に書き換え、パニスを救う為に行動した。
特技は畑仕事だが、戦闘では兵器としての力を発揮する。作中ではミルフィ家横の菜園を管理し、アダムに種を渡すことで作物の育成・収穫をしてくれる。
武器は片腕に装着するガジェットアーム。
キルマリア・アイディーン
声 - 早見沙織
「魔断の射手」。年齢17歳。パニスを悪魔だと信じて追い続けているエクソシスト。正義の塊のような娘で生真面目で堅物な性格だが、そそっかしいところも多いドジっ娘である。悪を発見すると暴走気味になる。二丁の銃を自在に操り、血の様な赤い瞳で狙った獲物は逃さず、神の敵には容赦がない。「ジャスティス」と、銃を撃つ擬音である「バンバーン」が口癖。キルマリアの言う「ジャスティス」とはjustice“正義”、あるいはsence of justice“正義感”とは少し意味合いが違うようで、天からの啓示いわば直感に近いモノのようだ。
大陸の遺跡の調査によりパニスが悪魔であるとの判断を下し、彼女の討伐の為にアルカディア島に来訪した。しかしフリード達から島の遺跡には異なる内容が残されている話を聞き、彼らの説得を受けて島の遺跡を調査して彼女が悪魔である確信を得られるまで討伐は中断することにする。やがて島でのパニスの生活の見聞や遺跡の調査内容から彼女が悪魔と思えなくなり、ヴァイオラの初襲撃を機にフリード達の協力者となる。それからは村の遺跡に目を輝かせ、ジャスティスを暴走させながらも島の謎をフリードたちと共に解いていった。しかし、パニスの一件で「ジャスティス」を完全に信じることができなくなり、持ち前の行動力を鈍らせていたがフリードに諭されたことで、「ジャスティス」を基盤に冷静な判断を加える「真ジャスティス」を身に着けた。
作中で「調査マニア」と称されている程の調べ物好きで、気になったことは何日も寝食を忘れてまで徹底的に調べたがる癖がある。その性格と職業柄もあって様々な遺跡や古文書を調査しているため豊富な知識量を誇り、作中でパーティーの頭脳として活躍する。またフリードには素質があると言い、エクソシストの道へ誘っている。
武器は二丁拳銃。本作の歌姫の1人でもあり、あるイベントをクリアすると1曲のみだがパニスのものとは効果の異なるフォースソングを使用することが出来る。
ベルベット・バトラス
声 - 斎藤千和
「絶海の女豹」。島に眠ると言われる「力」を求めてやってきた獣人の女海賊。一見すると人間に見えるが、普段頭にかぶっている海賊帽の下には獣耳がある。容姿・スタイルが良い上に露出度の高い服を着ており、その容姿を活かした色仕掛けを得意とする。当初はフリード達と敵対していたが、彼らが海に現れた異形の巨像を撃退後に海戦の未熟さを痛感してその方面の指導者を求めていた際、自らを海戦のエキスパートとして売り込む。その後、島で今後見つけた「力」に関する情報の提供を代価に彼等に協力することとなる。
元は大変な働き者の親の間に生まれた村娘で、幼少期は貧しくも幸せな生活を送っていた。しかし親は権力者に騙されて稼ぎをピンハネされた揚句に体を壊して亡くなってしまう。この時に自分に力があれば親は死なずに済んだとの思いを抱いたことが、彼女が強く「力」を求める理由になっている。
武器はレイピア。
レヴィン・ウィリアムス
声 - 杉田智和
「海賊貴公子」。自らの領土とすべく何度も島に襲来している眼帯を付けた海賊。何度フリード達に撃退されても諦めずに島を狙って襲来しているためにフリード達との付き合いも長い。その素性はある国の王子であるとの噂があり、そのためか時々口調が丁寧になる。
実は噂は本当で、その素性は遠方の海にある大国ウィルヘルム王国の元第2王子。王国にいた頃は子供の頃から軍艦に乗り、銃剣の扱いでは誰にも負けず指揮力も高く人望も厚い傑物で、後に海軍を任されてからは敵対国や海賊を次々と打ち破るという現在とは正反対のことを行っていた。当人は国に忠節を尽くして尊敬する第1王子の兄の為に働くつもりでいたが、レヴィンを慕う部下達が彼の方が王に相応しいと考えて第1王子を王位継承権から降ろそうと画策を始めてしまう。レヴィンがそれに気付いた時には、元から彼を疎んでいた兄や兄を推す者達との対立が既に剣で雌雄を決するかどちらかが身を引かないと解決しないところまで進んでしまっていた。その後レヴィンは自ら王位継承権を放棄して二度と国に戻らないことを兄に誓って出奔し、以後は自分が治める国や領土を求めて海賊となった。その過去故に、出奔以降は他人から行き過ぎた信頼を受けないようにすべく深く付き合わないようにしており、部下も全員金で雇うだけの関係に留めている。しかし部下たちはそうは思っていなかったらしくレヴィンが海賊団を解散し、異世界へと旅立ってからもアルカディア島を守りながらレヴィンの帰りを待ち続けた。
武器は銃剣。
ヴァイオラ
声 - 水樹奈々
「天使を狩る者」・「月光に舞う紫煌の死神」。突如パニスの命を狙って現れた、全身紫の衣装を纏いアイマスクを付けた女性。理由を語らず何度も彼女の命を狙ってフリード達を襲撃してくる。
パニスの命を狙う理由は、彼女が本来住んでいた異世界から「終末の巨人」がエンディアスに襲来する可能性を潰すため。しかし真相を知り対応策を見出したフリード達の説得を受け、最終的には彼等に協力することを決意する。本来は優しい性格の女性で、パニスの命を奪うことには罪悪感を抱いていた。「ヴァイオラ」という名は本名ではなく、以前は別の名前を名乗っていた。その素性は謎で、フリードが問いただしても全て「ひ・み・つ♪」の言葉ではぐらかす。結局作中では最後まで明らかにならなかったが、その正体は「シャイニング・ブレイド」に登場したサクヤ(フルネーム:マキシマ・サクヤ・エンフィールド)その人。本作での姿は「シャイニング・ブレイド」では未登場の精霊王のカードによって変身したモード:ヴァイオレットのものである。ただかつて教師をしていたことは明かしており、その指導は子供達だけでなくフリード達も恐れさせるほど厳しい。

武器は大鎌。本作の歌姫の1人でもあり、キルマリア同様1曲のみだがパニスのものとは効果の異なるフォースソングを使用することが出来る。
セラフィム
声 - 水樹奈々
「天空の歌姫」。全身純白のドレスと翼を持ったヴァイオラのもう一つの姿。精霊王のカードによってモード:セラフィムへと変身したもの。この姿の時のみ、広範囲に周囲一帯の人々の心の声を相互に伝えることのできるフィールドを張ることができる。
武器は弓。DLC専用のキャラクターで、プロダクトコードを使用してダウンロードしなければゲーム中では味方としては使用不可能。

### サブキャラクター
ガルゼー・ロボス
声 - 石塚運昇
「島を束ねる老獅子村長」。強面でとっつきにくいが、アゼル村の住民一人一人の事情に通じ、彼ら全員のことを案じている。また、子供には非常に寛容で優しく、パニスに対しては甘々なお爺ちゃんに変貌してしまうお茶目なところも。
エルウィン・ラナ・シルフィス
声 - 広橋涼
「エルフの行商人」。アゼル村にやってくる交易船の行商人。エルフ族としては珍しく好奇心の強い性格で、様々な世界を渡り歩いている。明るく気さくな性格で村人にも慕われている。生活を支えるムードメーカー。
その素性は大陸のエルフの国「フォンティーナ」の王女。作中では披露されないが弓の名手であり神弓の使い手である。アルティナという名の優秀な妹がいるとのこと。実は現在ヴァイオラと名乗っている女性とも面識があり、彼女が今の名前を名乗る前からの長い付き合いがある。
ハイラム・ミルフィ
声 - 野島健児
「パン屋を営むエルフ」。シャノンの父親で、村はずれでパン屋を営んでいる。大工関係の仕事に精通しており、その方面の仕事は彼の役割になっている。
親のいないフリードにとっても父親代わりであり、暖かな目で常に彼らを見守り、助言を与えてくれる。愛娘シャノンの新作パンを楽しみにしている数少ない人。
リアン・ミルフィ
声 - 皆口裕子
「麗しのパン職人」。シャノンの母親で、村で評判のエルフ族のパン職人。いつもやわらかい雰囲気をまとったおおらかな性格の女性で、流れ着いたパニスを家族として迎えてくれる。パン作りへの姿勢は厳しく、職人を育てるためには厳しい試練を与える。
マイア・パブロフ
声 - 久川綾
「優しく聡明な女教師」。村にある学校の先生。いつも優しい笑顔でフリードたちを見守っている。すべてのものを分け隔てなく包み込む慈愛に満ちた性格で子供たちから慕われている。常に弱者の側に立ち、子供たちを守るために時折見せる毅然とした振る舞いは村長ですら圧倒することがある。
ダイアナ・ノーマン
声 - 庄司宇芽香
「摩訶不思議な店主」。独特の雰囲気を漂わせるアイテムショップの女主人。いつもほろ酔い加減で、ぼ～っと何を考えているのかわからない、つかみどころのない不思議系人物。無邪気で可愛いパニスのことは気に言っているようだ。普段が酔ったような喋り方をしているが、実はその状態が通常で、酔うと喋り方が普通になる。
ドルトン・スミス
声 - 麻生智久
「ドワーフの鍛冶職人」。様々な武器を創り出すドワーフの鍛冶職人。無愛想でとっつきにくいが腕は確か。遺跡で発掘される古代の遺物の扱いにも精通している。
アリーゼ・ディンケル
声 - 三上枝織
「酒場の看板娘」。村の人々の憩いの場である酒場で働く看板娘。気が抜けるほどおっとりふんわりした印象だがよく店を開ける父親のハンスに代わって酒場を切り盛りするしっかりもの。放浪癖のある父親のことをいつも心配している気立ての良い娘。
ハンス・ディンケル
声 - 江川央生
「元冒険家のマスター」。すぐに元冒険家の血が騒いで遺跡探索に出かけてしまう好奇心旺盛な酒場のマスター。冒険のために店を空けることが多く愛娘のアリーゼをいつも困らせている。娘はもちろん島の少年少女のために体を張ってくれる豪快なオヤジさん。たまにレアな財宝をGETしてくることがある。
ピーター・ガードナー
声 - 荒井聡太
「羊飼いの少年」。ガードナー牧場で羊の世話をしているフリードの友達。昔からシャノンの新作パンを評価する実験台として大変な目にあっている苦労人。羊たちをとても可愛がっており、パニスに羊たちが懐くのを微笑ましく思っている。立派な牧場主になるのが夢。
ダニエル・ガードナー
ガードナー牧場の主人で、ピーターの父。羊から取れるミルクや毛糸を管理している。
ブレンダ・ガードナー
ダニエルの妻で、ピーターの母。ダニエルを手伝いつつ毛糸製品を作っている。
ロラン・ベナール
声 - 庄司宇芽香
「やんちゃな男の子」。パニスの遊び相手になってくれる子供たち三人組のリーダー。将来はフリードやジンガのように強くなりたいと憧れている。元気でやんちゃ盛りなので色々と騒ぎを起こしては周囲を困らせる。
メリー・アシュレイ
声 - 大空直美
「おませな女の子」。ロランとカールといつも一緒にいる、おしゃまな女の子。何にでも好奇心旺盛で、特に可愛いものが大好き。たまに大人びた質問をしてフリードを困らせる。
カール・ドナート
声 - 津田美波
「ちっちゃな甘えん坊」。子供たち三人の中では一番小さく泣き虫な男の子。いつも璐アランたちの後ろをついてまわっている。はやく大きくなりたくてミルクをたくさん飲んでいる。
ジム・ヒックス
声 - 宮坂俊蔵
「自警団の変わり者」。少々ひねくれた性格で、何かとフリードに対抗意識を燃やす少年。島のみんながフリードを頼りにしていることが気に入らない。パニスのことを伝説の天使としてチヤホヤするが、彼女がフリードに懐いているのも納得がいかない様子。
ミルコ
自警団のメンバー。ダリオと2人で岬の監視、警戒を担当している。女性に惚れっぽい性格。
ダリオ
自警団メンバーの一人。見た目に反して真面目な性格で、村の警護にも真摯に取り組む。
ロドリゴ
臆病な性格をしており腕には自信がないが、村への愛から自警団のメンバーに参加している。
ボリス
入り江で海を見るのが好きな老人。年齢を重ねたうんちくはユーモアも溢れている。
デボラ
湖の側でたたずむおばあさん。経験を生かし、ボリスとともに、村のご意見番。
クープ
シャノンたちが飼っている犬。たまに変なものを拾ってくる習性がある。
バッカス・バッカナール
声 - 大塚周夫
「虎ひげ海賊」。アルカディアによく来る海賊で、その都度自警団に追い返されている。かなり単純な性格で人が良く、ベルベットの口車に乗せられ利用された挙句捨てられるなど散々な目に遭う。
武器は大型のハンマー
ケルビム・クィーンE.V.E
声 - 橘田いずみ
「鋼翼の智天使」。アダムと同じく古代文明の戦闘兵器の生き残り。アルカディア島の奥地にある未踏の遺跡群を目指すフリードたちの前に、その侵入を阻むように姿を現す。人工知能を持っているが、敵勢力の排除を最優先とするプログラムで動いているため説得は困難。一騎当千の戦闘力と攻撃範囲を持ち、近接格闘能力も高いまさに戦闘マシン。クイーン型のプロトタイプ。
鋼鱗丸
声 - 相沢舞
「遺跡の機鋼精霊」。遺跡でアダムのボディを棲家に暮らしていた古代種の精霊。眠っていたアダムが起動してしまったことから棲家を失う。困ってさまよっていたところを、パニスたちに発見されてそのまま村のマスコット的存在として可愛がられることに。精霊の言葉を理解できるエルフ族のシャノンとは会話ができるが、それ以外の普通の者達には「も」「～」「い」の3文字で表現される言葉にしか聞こえない。
鋼刃丸
声 - 三上枝織
「鋼の精霊王」。ヴァイオラの守護精霊にして、古代種の精霊の中では最上位種にあたる、強大な力を持った存在。ヴァイオラの武具に変身する能力を持ち、その力の源になっている。

## 物語の舞台
アルカディア
フリード達の住む島。島の居住区はアゼル村のみで、その他は古代遺跡があちこちに点在している。島ではなぜか作物が異常なスピードで育ち、種を植えると1日で作物が収穫できる(ゲーム中ではアダムが管理する菜園で作物の育成と収穫が行える)。
本作ではこの島とその近海でストーリーが展開される。
アゼル村
フリード達の住む村。村長はガルゼー。人間族・獣人族・エルフ族・ドワーフ族といった多種多様な種族が共存しており、村民同士が助け合って生活しており、その結束は非常に強い。

## 用語
天使
アルカディアで伝説となっている存在。パニスの容姿と不思議な力から、村民たちは彼女がこの存在ではないかと思われている。
パン
村ではミルフィ家にパン窯があり、同家の前の屋台で販売している。村のパン職人はフリードとリアン・シャノン親子の3人。作中でフリードは主に村一番の職人であるリアンからレシピを貰い、多様な効果を持ったパンを焼くことができる。そこで作ったパンはバトル中にアイテムとして使用したり、パニスに食べさせてあげることができる。
異形の巨像(ネフィリム)
突如村を襲った巨大な存在。通常の攻撃は通じず、その戦闘力は絶大。襲来時は決まって空に赤い月が浮かぶ。
ストーリー中で様々な容姿の巨像が襲来する。
その正体は、パニスの故郷である異世界における「終末の巨人」による滅びの危機からの助けを求める人々の感情がフリード達の世界に流れ込んで実体化したもの。
終末の巨人
本編のラストボス。パニスの故郷である異世界で突然発生した巨人。その大きさは星を見下ろすほど巨大。アダム達の解析ではシャイニング・ウィンドにも登場したカオスゲートのような存在であると推測される。

## システム
アクティブ＆コマンドバトル
4人によるパーティーで、行動力を消費する移動、ガード、ダッシュを駆使して敵を攻撃範囲にとらえ、キャラクタごとの個性的な攻撃を敵にたたき込む。
パニスの行動
村の中の色々なものに興味を示し反応を起こすパニスとは、村の中ではいつも一緒に行動し、移動も手を繋いで行う。
特殊戦闘ユニット「パニス」
パニスは最初は完全に自動で行動し、気分によってはいきなり歌を歌いだす事もあるが、絆を深める事により大まかな指示を出せるようになったり、行動を委ねてくれたりする様になる。
パニスの気分
パニスは気分によって戦闘中敵を攻撃したり味方を援護したりする。パンをあげると気分が変わる事があり、パニスの気分は右上のアイコンで確認できる。
パニスの「天使の歌」
パニスは村に様々な恵みをもたらしたり、戦闘中に様々な支援効果を発揮する不思議な歌を歌う事が出来る。
- 序の天詩篇『キェル・マーレ・セラ～はるかなる故郷へ～』
- 焔の天詩篇『モユルココロ』
- 恵の天詩篇『キボウノハナ』
- 理の天詩篇『キヨキミタマ』
- 識の天詩篇『チエノトビラ』
- 破の天詩篇『ハカナキユメ』
- 護の天詩篇『シノブナミダ』
- 救の天詩篇『AI-NO-SHI』
- Sacred Bullet ～紅の十字架～／キルマリア(CV:早見沙織)
- 境界のハルモニア／ヴァイオラ(CV:水樹奈々)

島で生きる為の日々
島を襲うモンスターや海賊との戦闘以外にパンを焼く材料を集める為に釣りをしたり、菜園での作物の栽培や牧場でミルクや卵の収穫をしたり、モンスターを狩って素材を集めたりする。
村を襲う「異形の巨像(ネフィリム)」
アゼル村を日常的に襲撃する海賊や土着のモンスター以外に、パニスが島に流れ着いて以降、月が紅く天に輝く夜現れる巨大な襲撃者から村を守る。
遺跡に現れた「異形の巨像(ネフィリム)」
キルマリアと共に調査に訪れた遺跡に現れた蝶のような異形の巨像。六つの浮遊体を駆使して攻撃してくる。

## 主題歌
「奇跡のメロディア」　
作詞・歌：水樹奈々／作曲：上松範康（Elements Garden）／編曲：藤間仁（Elements Garden）

## スタッフ
- プロデューサー - 澤田剛
- キャラクターデザイン - Tony（AlbionWorks）
- 音楽 - 菊田裕樹
- シナリオ - 持田康之、大竹康師、歌鳥一、今井健太郎

## 予約特典
「天使のファンディスク」
豪華7大特典収録
1. 番外編オーディオドラマ（約45分） （出演：神谷浩史、桑島法子、早見沙織、中井和哉、相沢舞、稲田徹、水樹奈々、広橋涼、他）
2. ゲストキャラクター追加プロダクトコード
3. 菊田裕樹作曲フルサウンドトラック集
4. キャラクターソング集
  1. 序の天詩篇『キェル・マーレ・セラ 」～はるかなる故郷へ～』
  2. 焔の天詩篇『モユルココロ』
  3. 恵の天詩篇『キボウノハナ』
  4. 識の天詩篇『チエノトビラ』
  5. Sacred Bullet ～紅の十字架～　Short Version
  6. 境界のハルモニア　Short Version

5. キャラクター設定資料ブックレット
6. ヴィクトリースパーク「シャイニング・アーク」特製プロモーションカード
7. デジタルコンテンツ集（特典ボイス・壁紙・アイコン　etc）